# Romi Park
Romi Park (朴 璐美, Paku Romi) é uma atriz e dubladora japonesa. Nasceu em 22 de janeiro de 1972 em Edogawa, Tóquio, Japão.[carece de fontes?] Se formou em Tōhō Gakuen College of Drama and Music e estudou na Coreia do Sul.[carece de fontes?].
Suas dublagens mais conhecidas são normalmente de adolescentes calmos e maduros (por exemplo, Toushirou Hitsugaya, Edward Elric and Natsume Hyūga).

## Vida pessoal
Em 22 de janeiro de 2020 anunciou seu casamento com o ator Kazuhiro Yamaji.

## Prêmios
Venceu o prêmio de "Melhor Seiyuu" no Tokyo Anime Award de 2004 pela dublagem de Edward Elric em Fullmetal Alchemist.
No primeiro Seiyu Awards ela venceu na categoria "Melhor Personagem Principal (feminino)" pela dublagem de Nana Osaki, personagem principal da série de anime e mangá Nana.

## Principais trabalhos

### Anime
- Bleach - Toushirou Hitsugaya
- Blue Dragon - Zola
- Brain Powerd - Kanan
- Deadman Wonderland - Igarashi Ganta
- Digimon Adventure Zero Two - Ichijōji Ken
- Dragon Drive - Reiji Oozora
- Fullmetal Alchemist - Edward Elric
- Gakuen Alice - Hyuuga Natsume
- Hetalia: Axis Powers - Suíça
- Hunter X Hunter (2011) - Pakunoda
- Kill la Kill - Kiryuin Ragyõ
- Murder Princess - Falis aka Alita
- Nana - Nana Osaki
- Naruto - Temari
- Persona 4 - The Animation - Naoto Shirogane
- Princess Princess - Yuujirou Shihoudani
- Samurai 7 - Katsushiro Okamoto
- Shaman King - Tao Ren
- Shingeki no Kyojin - Hanji Zoe
- Superior Defender Gundam Force - Shute
- The Law of Ueki - Kosuke Ueki
- Turn A Gundam - Loran Cehack
- Zegapain - Mao Lu-Shen
- Claymore - Bishou no Teresa (Teresa do Sorriso Aparente/Teresa of the Faint Smile)
- Itazura na Kiss - Yuuki Irie

### CD Drama
- Blaue Rosen - Misaki Doujima
- "Bleach: Hanatarou's Lost Item" e "Bleach: The Night Before the Confusion" - Toushirou Hitsugaya
- Gakuen Alice - Natsume Hyuuga
- Kimi to Boku - Kirik
- "The Law of Ueki: The Law of Drama" e "The Law of Ueki: The Law of Radio" - Kousuke Ueki

### Jogos
- Bleach: Blade Battlers 1 e 2, Bleach: Heat the Soul 2, 3 e 4, e Bleach Wii: Hakujin Kirameku Rondo - Toshiro Hitsugaya
- Brave Story: New Traveler - Mitsuru
- Cyberpunk 2077 - Rogue Amendiares
- Dissidia: Final Fantasy - Zidane Tribal
- JoJo's Bizarre Adventure: Golden Wind - Giorno Giovanna
- Kameo: Elements of Power - Kameo
- Naruto Ultimate Hero 3 - Temari
- Overwatch - Pharah
- Shin Megami Tensei: Persona 4 - Naoto Shirogane
- Sengoku Basara - Uesugi Kenshin
- Soul Calibur Legends - Iska
- Ueki no Housoku: Taosu Zeroberuto Juudan!! - Kousuke Ueki
- Phantasy Star Universe - Tonnio Rhima